# 大窪八幡宮
大窪八幡宮（おおくぼはちまんぐう）は、兵庫県明石市大久保町大窪にある神社である。通称八幡神社。

## 祭神
主祭神は仲哀天皇、配祀神は応神天皇と気長足姫命。

## 歴史
1630年（寛永7年）、宇佐八幡宮より分霊を勧請し、同年に明石藩主小笠原忠政が十五石の黒印領を寄進した。
光触寺が1868年（明治元年）までは別当寺であったが、神仏分離により離任している。
1874年（明治7年）に村社に列せられた。

## 祭事
- 大窪八幡宮春祭り
- 大窪八幡宮秋祭り